# Ангажемент (журнал)
«Ангажеме́нт» — московський двотижневий артистичний журнал, присвячений театрам-вар'єте і циркам. З червня по 15 липня 1914 року вийшло три номери.
Журнал подавав відомості про діяльність акторів та їхні товариства в Російській імперії та за кордоном, опублікував загальний довідковий покажчик, рекламні фото співаків, танцівників, акробатів, диригентів та інше; містив програми театрів, інформацію про тевтральне життя Харкова, Катеринослава, Києва, Бердичева та інших міст України.